# Thierry Michaud
Thierry Michaud   (Ieras, 11 de setembre de 1963) és un antic pilot de trial occità que va guanyar tres Campionats del Món (1985-1986 i 1988), a més de tres edicions consecutives dels Sis Dies d'Escòcia (1984-1986), sis Campionats de França i quatre edicions del Trial de les Nacions com a membre del combinat estatal francès. Michaud aconseguí els seus principals èxits com a pilot oficial de Fantic. Actualment, és el director de la Comissió de Trial de la FIM.
Definit sovint com un bon psicòleg, Thierry Michaud és considerat com un pilot de transició entre l'estil de pilotatge clàssic i el modern, introduït per pilots com ara Jordi Tarrés, que aplicaren al trial la seva experiència amb la bicicleta en el trialsín. Justament Tarrés fou el gran rival de Michaud durant les darreres temporades d'aquest, quan el català començava a destacar internacionalment.

## Carrera esportiva
Thierry Michaud va viure l'ambient del trial des de ben petit. El seu germà gran, Fred Michaud, nascut el 1957, en va ser també un destacat pilot al començament de la dècada del 1980. Thierry va començar a practicar de jove amb una Yamaha TY i, més tard, amb una SWM 125. El 1982 va debutar amb aquesta marca italiana al campionat del món i, ja al seu primer any, va obtenir un segon lloc al Canadà, per darrere de Bernie Schreiber i va quedar cinquè al campionat. L'any següent hi quedà tercer i va guanyar el seu primer campionat de França.
El 1984, Michaud va fitxar per Fantic i va ser subcampió del món per darrere d'Eddy Lejeune, a només 2 punts de distància del belga. Aquell any va guanyar per primera vegada els Sis Dies d'Escòcia i també la primera edició de la història del Trial de les Nacions com a membre de l'equip francès, en el qual hi havia també el seu germà Fred. El 1985, Fantic va substituir el seu anterior model, la Fantic 300, per la nova 301. Amb aquella moto, Michaud va dominar el campionat  del món i hi va obtenir un total de nou victòries en les 12 proves celebrades (les altres tres les acabà en segon lloc). Aquell any, a més, va tornar a guanyar els Sis Dies d'Escòcia, el campionat de França i el Trial de les Nacions. El 1986 va repetir tots quatre triomfs (mundial, Sis Dies, campionat de França i Trial de les Nacions).
El 1987 fou l'any de la consagració de Jordi Tarrés, que va aconseguir el seu primer títol mundial amb la Beta. Michaud va acabar tercer al campionat aquell any, sense poder aconseguir cap victòria durant la temporada, però l'any següent se'n va refer i va guanyar el campionat després d'una dura batalla pel títol amb el català, que fou subcampió a només 5 punts de distància. El 1989 els papers es van invertir, amb Tarrés campió i Michaud subcampió.

### Retirada
Una sèrie de lesions el 1989 van accelerar la seva retirada de la competició internacional. Entre el 1990 i el 1993, Michaud encara va anar puntuant esporàdicament en alguna prova, però lluny ja del seu millor moment. Va passar a pilotar l'Aprilia i la Montesa fins que, finalment, abandonà les competicions a partir del 1995. Un cop retirat, va exercir d'entrenador de la selecció estatal francesa de trial i més tard entrà a la CTR (la Comissió de Trial de la FIM) i en va esdevenir director.

## Palmarès
| Any                  | Motocicleta            | C. del Món outdoor | C. del Món indoor | TDN | Campionat de França | SSDT | Títols |
| -------------------- | ---------------------- | ------------------ | ----------------- | --- | ------------------- | ---- | ------ |
| 1982                 | SWM                    | 5è                 | -                 | -   |                     |      | -      |
| 1983                 | SWM                    | 3r                 | -                 | -   | 1r                  |      | 1      |
| 1984                 | Fantic                 | 2n                 | -                 | 1r  |                     | 1r   | 1      |
| 1985                 | Fantic                 | 1r                 | -                 | 1r  | 1r                  | 1r   | 3      |
| 1986                 | Fantic                 | 1r                 | -                 | 1r  | 1r                  | 1r   | 3      |
| 1987                 | Fantic                 | 3r                 | -                 | 2n  | 1r                  |      | 1      |
| 1988                 | Fantic                 | 1r                 | -                 | 1r  | 1r                  |      | 3      |
| 1989                 | Fantic                 | 2n                 | -                 | 3r  | 1r                  |      | 1      |
| 1990                 | Fantic                 | 22è                | -                 | -   |                     |      | -      |
| 1991                 | Aprilia                | 10è                | -                 | -   |                     |      | -      |
| 1992                 | Aprilia                | 10è                | -                 | 2n  |                     |      | -      |
| 1993                 | Aprilia/Montesa/Fantic | 13è                | 10è               | 4t  |                     |      | -      |
| 1994                 | Fantic                 | -                  | -                 | 4t  |                     |      | -      |
| Total victòries SSDT | Total victòries SSDT   |                    |                   |     |                     | 3    |        |
| Total títols         | Total títols           | 3                  | 0                 | 4   | 6                   |      | 13     |

Notes
1. ↑  La classificació consignada a TDN fa referència a la posició final obtinguda per l'equip estatal
2. ↑  Al total de títols s'hi compten tots els campionats estatals o internacionals guanyats, incloent-hi el TDN